# Jorge Abdiel Gutiérrez
Jorge Abdiel Gutiérrez Cornejo (Ciudad de Panamá, Panamá; 1 de septiembre de 1998) es un futbolista panameño que juega como defensa en el Deportivo La Guaira de la Primera División de Venezuela.

## Trayectoria

### Tauro FC
Se formó en las categorías inferiores Tauro FC y su debut profesional fue el 8 de abril de 2015 en la derrota 2 a 1 contra el Sporting SM en el Estadio Luis Ernesto Cascarita Tapia siendo titular jugando todo el partido. En la LPF Clausura 2015 jugó 5 partidos, en la LPF Clausura 2016 jugó 5 partidos, en la LPF Apertura 2016 jugó 1 partido llegando hasta semifinales, salió campeón con el club de losTorneo Clausura 2017 en donde jugó 4 partidos, en la LPF Apertura 2017 jugó 7 partidos llegando hasta las semifinales, quedó subcampeón de la LPF Clausura 2018 en donde jugó 13 partidos y anotó 1 gol, en la Liga de Campeones de la Concacaf 2018 jugó 4 partidos llegando hasta los cuartos de final, en la Liga Concacaf 2018 jugó 6 partidos llegando hasta semifinales, quedó campeón del Torneo Apertura 2018 en donde jugó 20 partidos, en el Torneo Clausura 2019 (Panamá) jugó 20 partidos y anotó 1 gol, en la Liga Concacaf 2019 jugó 1 partido quedándose en los octavos de final, quedó campeón del Torneo Apertura 2019 en donde jugó 11 partidos. En el Torneo Apertura 2020 solo jugó 7 partidos porque el torneo se canceló por el COVID 19.

### UD Melilla
El 19 de agosto de 2020 fue anunciada su cesión por el Tauro FC al UD Melilla. Debutó con el club el 18 de octubre de 2020 en la victoria 3 a 0 contra el Club Polideportivo Villarrobledo en el Estadio Municipal Álvarez Claro siendo titular jugando todo el partido. En la Segunda División B de España 2020-21 jugó 23 partidos y anotó 1 gol.

### Tauro FC
El 30 de junio de 2021 regresó de la cesión del UD Melilla al Tauro FC. Salió campeón del Torneo Clausura 2021 en donde jugó 15 partidos. En el Torneo Apertura 2022 jugó 17 partidos y anotó 1 gol llegando hasta semifinales, en la Liga Concacaf 2022 jugó 4 partidos llegando hasta los cuartos de final, en el Torneo Clausura 2022 15 partidos.

### Deportivo la Guaira
El 28 de diciembre de 2022 fue anunciado como nuevo jugador del Deportivo la Guaira. Debutó con el club el 4 de febrero de 2023 en el empate 0 a 0 contra el Monagas SC en el Estadio Olímpico de la UCV siendo titular jugando todo el partido. En la Primera División de Venezuela 2023 jugó 27 partidos. En la Primera fase de la Copa Sudamericana 2024 jugó 1 partido.

## Selección nacional

### Categorías inferiores
Ha sido convocado por selección Sub-20 de Panamá para disputar el Campeonato Sub-20 de la Concacaf de 2017 en donde jugó 1 partido y por la sub-22 para los Juegos Panamericanos 2019 en donde jugó 3 partidos.

#### Participaciones en selecciones menores
| Copa                      | Sede       | Resultado             | Partidos | Goles |
| ------------------------- | ---------- | --------------------- | -------- | ----- |
| Campeonato Sub-20 2017    | Costa Rica | Fase de clasificación | 1        | 0     |
| Juegos Panamericanos 2019 | Perú       | Quinto lugar          | 3        | 0     |
| Liga de Naciones 2024-25  | Concacaf   | Subcampeón            | 2        | 0     |

### Selección absoluta
Hizo su debut con la selección absoluta el 16 de enero de 2022 en el empate 1 a 1 contra Perú en un partido amistoso en el Estadio Nacional de Perú siendo titular jugando hasta el minuto 71. En la Clasificación de Concacaf para la Copa Mundial de Fútbol de 2022 jugó 1 partido.

## Clubes
| Club                | País      | Año       |
| ------------------- | --------- | --------- |
| Tauro FC            | Panamá    | 2015-2020 |
| UD Melilla          | España    | 2020-2021 |
| Tauro FC            | Panamá    | 2021-2022 |
| Deportivo la Guaira | Venezuela | 2023-act. |

## Palmarés

### Títulos nacionales
| Título           | Club                | País      | Año    |
| ---------------- | ------------------- | --------- | ------ |
| Primera División | Tauro FC            | Panamá    | 2017-C |
| Primera División | Tauro FC            | Panamá    | 2018-A |
| Primera División | Tauro FC            | Panamá    | 2019-A |
| Primera División | Tauro FC            | Panamá    | 2021-C |
| Copa Venezuela   | Deportivo la Guaira | Venezuela | 2024   |